# Scoparia
Scoparia – rodzaj roślin z rodziny babkowatych. Obejmuje 11 gatunków. Rośliny te występują w strefie międzyzwrotnikowej kontynentów amerykańskich na obszarze od południowej części Stanów Zjednoczonych do północnej Argentyny. Najbardziej zróżnicowane są w Ameryce Południowej. Jeden gatunek – S. dulcis rośnie jako introdukowany i szeroko rozprzestrzeniony w Afryce i Azji. Gatunek ten wykorzystywany jest do słodzenia wody i napojów. Niektóre gatunki są też uprawiane jako ozdobne.
W XIX wieku dla rodzaju tego proponowano polskie nazwy: miotła, miotlec i nietota.

## Morfologia
PokrójRośliny roczne, byliny i półkrzewy, o łodydze wzniesionej i obłej, zwykle silnie rozgałęzionej. Rośliny owłosione lub nagie.
LiścieNaprzeciwległe i okółkowe, siedzące, zwykle lancetowate i zaostrzone, często gruczołowato punktowane, całobrzegie lub ząbkowane.
KwiatyZebrane pojedynczo lub po kilka, wyrastające z węzłów w górnej części pędów, osadzone na długich i cienkich szypułkach. Kielich jest 4- lub 5-krotny, z działkami jajowatymi do lancetowatych. Korona kwiatu biała, niemal promienista, z krótką rurką, w gardzieli mocno owłosioną, łatki cztery. Pręciki cztery, podobnej długości, wystające z rurki kwiatu, z pylnikami równoległymi lub rozchylonymi. Zalążnia kulistawa, z licznymi zalążkami. Szyjka słupka na szczycie rozszerzona ze znamieniem.
OwoceKulistawe do jajowatych torebki otwierające się cienkimi klapami i zawierające liczne nasiona.

## Systematyka
Pozycja systematyczna
Rodzaj z plemienia Gratioleae z rodziny babkowatych Plantaginaceae.
Wykaz gatunków
- Scoparia aemilii Chodat
- Scoparia dulcis L.
- Scoparia elliptica Cham.
- Scoparia ericacea Cham. & Schltdl.
- Scoparia hassleriana Chodat
- Scoparia mexicana R.E.Fr.
- Scoparia montevidensis (Spreng.) R.E.Fr.
- Scoparia nudicaulis Chodat & Hassl.
- Scoparia pentapetala Deble & B.P.Moreira
- Scoparia pinnatifida Cham.
- Scoparia plebeia Cham. & Schltdl.